# Pantoporia anceps
Pantoporia anceps är en fjärilsart som beskrevs av Grose-smith 1894. Pantoporia anceps ingår i släktet Pantoporia och familjen praktfjärilar. Inga underarter finns listade i Catalogue of Life.